# Varbergspartiet
Varbergspartiet är ett politiskt parti bildat 2021 och aktivt i Varbergs kommun. Partiet tog två mandat i kommunen vid kommunalvalet 2022. Deras profilfrågor är att "stoppa förtätningen av Varberg, förbättra pensionärernas situation och bevara naturvärden i stad och land"